# Aeroporto Internacional de Aracaju
Luchthaven Aracaju–Santa Maria is de luchthaven van Aracaju, Brazilië.
De luchthaven wordt uitgebaat door Infraero.

## Historie
Hoewel de luchthaven al in bedrijf is sinds de jaren 50, werd hij pas officieel geopend op 19 januari 1958.
In 1961 werd de luchthaven voor het eerste gerenoveerd, waarbij de startbaan werd verlengd en de passagiersterminal werd uitgebreid.
In 1975 nam Infraero het beheer van de luchthaven over, en investeerde later in verdere verlenging van de startbaan (gereed in 1993) en uitbreiding van de passagiersterminal (gereed in 1998).
In 2012 werd er begonnen aan de nieuwste uitbreiding met de bouw van een geheel nieuwe passagiersterminal die de dubbele capaciteit heeft van de oude terminal.

## Ongelukken en incidenten
- 12 juli 1951: een Douglas DC-3/C-47 van Lóide Aéreo Nacional met registratie PP-LPG onderweg van Maceió naar Aracaju, overvloog de landingsbaan na een afgebroken landing tijdens slecht weer op Aracaju. Het vliegtuig maakte een bocht naar rechts op geringe hoogte en crashte hierbij. Alle 33 inzittenden, waaronder de Gouverneur van de staat Rio Grande do Norte kwamen hierbij om het leven.[2][3]

## Bereikbaarheid
De luchthaven bevindt zich op 12 km van het centrum van Aracaju.